# Hermann Noordung
Herman Potočnik (Pola, 22 dicembre 1892 – Vienna, 27 agosto 1929) è stato un ingegnere sloveno, considerato uno dei pionieri della missilistica e dei viaggi nello spazio, e noto soprattutto con lo pseudonimo Hermann Noordung con cui ha firmato il suo unico libro.

## Biografia
Nato in Istria, nel Litorale austriaco, oggi parte della Croazia, era uno dei quattro figli di una coppia slovena, e crebbe, dopo la morte del padre, a Maribor, allora parte della Stiria. Più tardi frequentò - grazie al probabile interessamento di uno zio, maggior generale dell'Imperial regio Esercito austro-ungarico - una scuola militare in Moravia. Dal 1910 al 1913 studiò alla K.u.k. Technische Militärakademie di Mödling, presso Vienna, e ne uscì col titolo di ingegnere ed il grado di sottotenente. Era specializzato nella costruzione di ferrovie e ponti.
Durante la prima guerra mondiale prestò servizio in Galizia, Serbia e Bosnia e nel 1915 fu promosso Oberleutnant. Nel 1919, raggiunto il grado di Hauptmann, fu messo a riposo dall'esercito della neonata Austria a causa della tubercolosi. Cominciò pertanto studi di elettrotecnica e di meccanica alla Technische Hochschule di Vienna. Dal 1925 nella sua attività di ingegnere si dedicò esclusivamente allo spazio ed alla missilistica. A causa della malattia non si era mai sposato ed era senza lavoro: viveva a Vienna presso il fratello Adolf.
Nel 1928 pubblicò il suo unico libro, con lo pseudonimo "Hermann Noordung" Das Problem der Befahrung des Weltraums - Der Raketenmotor (Il problema della navigazione dello spazio - Il motore a reazione), che l'editore berlinese Richard Carl Schmidt fece uscire con l'anno di edizione 1929. In 188 pagine e oltre 100 illustrazioni, Potočnik propose diverse possibili realizzazioni di stazioni spaziali e satelliti geostazionari. Descriveva anche in maniera dettagliata i tre moduli di cui si sarebbe dovuta comporre una particolare stazione: la Wohnrad (ruota abitata), che sarebbe dovuta restare in rotazione continua per produrre artificialmente la forza di gravità, una centrale elettrica che sarebbe dovuta essere alimentata dall'energia solare con uno specchio parabolico, ed un osservatorio astronomico. Le tre parti dovevano essere collegate per il tramite di cavi.
L'idea di Noordung di un satellite fermo a circa 36.000 km di altezza, che rimanesse costantemente sopra lo stesso punto della Terra, fu più tardi resa reale dai satelliti per le telecomunicazioni e meteorologici, grazie all'orbita geosincrona.
Nel 1935 il suo libro fu tradotto in lingua russa, nel 1985 in sloveno e solo nel 1999 in inglese, ad opera della NASA.
Le sue idee furono riprese in primo luogo dalla Verein für Raumschiffahrt, il cui membro Wernher von Braun nel 1952 pubblicò un piano per una stazione spaziale, la cui forma circolare era ispirata alle idee di Noordung. L'edizione russa del libro potrebbe poi aver influenzato Sergej Pavlovič Korolëv. Per i contemporanei viennesi, invece, il libro era al contrario solo un esercizio di fantasia.
Nel 1929 Potočnik morì di polmonite, in povertà, a Vienna. Il suo annuncio funebre, pubblicato a Maribor, richiamava la sua carriera militare, ma non il suo lavoro per lo spazio.